# 大屋あゆみ
大屋 あゆみ（おおや あゆみ、1984年10月5日 - ）は、日本の女性ピン芸人。沖縄県宜野湾市出身・在住。よしもとエンタテインメント沖縄(吉本興業の子会社)所属。
星座はてんびん座。血液型はO型。

## 来歴・人物
2011年YOEC（よしもと沖縄エンターテインメントカレッジ）1期生。
同期は 初恋クロマニヨン、ピーチキャッスル、親泊泰秀、室田真宏など。
特技は手話（役場の手話設置通訳としての勤務経験あり、手話検定2級、手話通訳者全国統一試験合格、レジの袋詰）。手話コメディー集団「劇団アラマンダ」の座長。
両親が聴覚障害者のいわゆる「コーダ」。
趣味は食べる事、カラオケ、音楽。
2024年9月、入籍。

## 出演

### レギュラー番組

#### ラジオ番組
- FMコザ「トゥナイト5」毎週火曜日23:00〜24:00
- FMコザ「DA PUMP ISSA PRESENTS コザデイザコザ」毎週火曜日21:00～22:56

- FMコザ「あじくーたーラジオ」毎週水曜日16:00〜18:00（2020年3月卒業）

#### テレビ番組
- RBC「琉神マブヤーARISE」ヒメハブデービル役(2017 年 10 月-12 月)
- QAB「#ハピイレ」MC 毎週土曜日10:50〜11:40 （2020 年4 月-9 月）
- RBC「ららら♪開運飯」 毎週日曜日25:25〜

#### 過去出演 TV 番組
- OTV「ワライカナイ」(2012 年)
- KTV「暗躍!芸人ブローカー」(2013 年)
- QAB「ゲラ×ゲラ流」(2013 年)
- RBC「ゲラ×ゲラ TV」(2014 年)
- OTV「Oh!笑いけんさんぴん」(2014 年)
- テレビ朝日動画「うるおい食堂」(2015 年)
- RBC「沖縄BON!」(2014 年、2016 年)
- QAB「こきざみぷらす」
- RBC「夜ふかしマングローブ」
- OTV「ひーぷーホップ」(2017 年 5 月)
- RBC「金曜日のゆうわく」
- RBC「Aランチ」

#### 過去出演 CM
- 沖縄セルラー(2014 年、2021 年)
- 歩くーぽん(2014 年)
- 沖縄サントリー(2015 年)
- タカラ住建(2015 年)
- 沖縄ファミリーマート(2019 年)